# 尾張弟彦
尾張 弟彦（おわり の おとひこ）は、古代の地方豪族・尾張氏の首長。姓は連。尾綱根命の子とする系図がある。子に尾張岐閉がいる。